# Böhlen
Böhlen (pronunciación en alemán: /ˈbøːlən/ⓘ) es una localidad de Sajonia, Alemania. Se halla 15 km al sur de Leipzig y 13 km al noroeste de Borna. Está bañada por el río Pleiße, un afluente del río Weiße Elster. La población cuenta con un aeródromo y una central térmica.
La primera mención documentada data de 1353. En los años 1920 el pueblo se convirtió en un importante centro industrial gracias a la abundancia de carbón de la zona. A finales de la Segunda Guerra Mundial albergó un campo anejo del campo de concentración de Buchenwald, donde 800 prisioneros realizaron trabajos forzados. Böhlen fue elevada a la categoría de ciudad en 1964. En 1997 se le fusionó la localidad de Großdeuben.